# Comté de Mille Lacs
Le comté de Mille Lacs est situé dans l’État du Minnesota, aux États-Unis. Il compte 22 330 habitants en 2000. Son siège est Milaca.